# 대구교통방송
대구교통방송은 한국도로교통공단 산하 TBN 교통방송 계열의 방송국 중의 하나로, 1999년 7월 30일에 개국했다. 방송국은 대구광역시 남구 현충로 120 (대명5동 1679-2)에 있으며, 대구 도시철도 1호선 현충로역의 1번 출구 북쪽에 있다.

## 연혁
- 1995년 7월 14일 : 공보처(현 문화체육관광부)에서 "선진방송 5개년 계획안" 발표
- 1997년 11월 1일 : 공보처에서 무선국(방송국) 허가 추천
- 1998년 1월 9일 : 정보통신부에서 방송국 가허가
- 1999년 5월 11일 : 정보통신부에서 《교통방송 대구본부》 허가
- 1999년 7월 30일 : 교통방송대구본부 개국
- 2014년 7월 9일 : 대구교통방송에서 송출하였던 경주, 영덕, 울진, 포항 지역 중계소를 경북교통방송으로 이관, 독립
- 2017년 12월 28일 : 김천중계소 (FM 95.9MHz) 개소
- 2019년 7월 30일 : TBN 대구교통방송 개국 20주년
- 2023년 7월 1일 : 대구교통방송 경상북도 군위군 → 대구광역시 군위군 통합
- 2024년 7월 31일 : 한국도로교통공단 TBN 대구교통방송으로 명칭 변경

## 로고송
- 안전한 길 즐거운 동행 TBN 대구교통방송
- 운전할 땐 언제나 TBN 대구교통방송 (시간씩 37분)(대전교통방송 로고송 일치함.)
- 즐거운 운전 행복한 시간 TBN과 함께 대구교통방송
- 소중한 시간 당신곁에 언제나 TBN 대구교통방송
- 행복한 방송 즐거운 라디오 TBN 대구교통방송 (시간씩 37분)(대전교통방송 로고송 일치함.)
- 열린 방송 빠른 정보 하나되는 방송 티비엔 티비엔 티비에~엔 대구교통방송 열린 방송 빠른 정보 하나되는 방송 티비엔 티비엔 티비에~엔 대구교통방송 (시간씩 37분)(대전교통방송 로고송 일치함.)
- 신속하고 정확한 TBN 대구교통방송

## 주파수
| 송신소        | 주파수      | 공중선전력 | 호출부호 | 송신소 위치                                     |
| ------------- | ----------- | ---------- | -------- | ----------------------------------------------- |
| 팔공산 송신소 | FM 103.9MHz | 3kW        | HLDU-FM  | 경상북도 영천시 신녕면 치산리 산141-5 (TBC)     |
| 김천 중계소   | FM 95.9MHz  | 100W       | HLDU-FM  | 경상북도 김천시 신음동 산101-8 달봉산 (대구MBC) |

- 일일방송 : 교통방송 24시간
- 방송 가청권역 : 대구광역시 전지역, (중구, 동구, 서구, 남구, 북구, 수성구, 달서구, 달성군, 군위군), 경상북도 경산시·구미시·영천시·의성군·칠곡군 일원, 경상북도 경주시·김천시·상주시·안동시·고령군·성주군·예천군·청도군 일부지역 FM 103.9MHz, 경상북도 김천시 일부지역 FM 95.9MHz

## 시보 멘트
- 대구 FM 103.9, 김천 95.9MHz TBN 대구교통방송입니다. HLDU

## 아나운서
- 서영주 (팀장)
- 차정훈
- 김영아
- 강다윤
- 문가빈
- 문채희
- 민준홍
- 신혜림
- 이소영
- 이영미
- 이정윤
- 이윤민

## 대구교통방송 편성표
- 07:00 (평일) 출발! 대구대행진
- 09:00 (평일) 스튜디오 1039
- 12:00 (주말) 주말 N 나들이, 문가빈입니다
- 14:05 (평일) TBN 차차차 (대구)
- 14:00 (주말) TBN 차차차 (대구주말)
- 16:05 (평일) TBN 대구매거진
- 16:00 (주말) 문채희의 뮤직 큐
- 17:00 (평일) 행복충전5시!
- 18:05 (평일) 달리는 라디오 (대구)

## 방송 시간
- 일일방송 : 교통방송 24시간

## 같이 보기
- KBS대구방송총국
- 대구문화방송
- TBC
- febc 대구극동방송
- cpbc 대구가톨릭평화방송
- 대구불교방송
- 대구원음방송
- 대구CBS
- 성서공동체FM
- 롯데칠성음료